# مکانیک محیط‌های متخلخل
مکانیک محیط‌های متخلخل (به انگلیسی: Poromechanics) شاخه‌ای از فیزیک کاربردی است، که رفتار مواد متخلخل، که با یک سیال (مانند آب) اشباع شده‌اند را بررسی می‌کند. ماده متخلخل به ماده‌ای گفته می‌شود که شامل یک شبکه بهم پیوسته از خلل و فرج بوده و توسط آب یا سیال دیگر پر شده باشد. بسیاری از مواد طبیعی همچون خاک، یا بافت‌های بدن موجودات زنده (مانند غضروف، استخوان، ماهیچه) نمونه‌هایی از مواد متخلخل می‌باشند.

## تاریخچه
مکانیک محیط‌های متخلخل از مکانیک خاک نشات می‌گیرد، که بطور خاص با تحقیقات کارل فون ترزاقی؛ دانشمند اتریشی که بعنوان پدر مکانیک خاک نیز شناخته می‌شود، پایه‌ریزی شده‌است. تئوری کامل‌تری از مکانیک محیط‌های متخلخل به موریس انتونی بیو، دانشمند بلژیکی-آمریکایی، نسبت داده می‌شود، که در دوره‌ای از فعالیت وی در شرکت نفتی رویال داچ شل، منتشر شده‌است. معادلات بیو در سال ۱۹۸۰ برای بررسی رفتار مکانیکی غضروف توسط وان ماو (به انگلیسی: Van Mow) استفاده شد.

## معادلات
معادلات مکانیک محیط‌های متخلخل طبق معادلات بیو از معادلات زیر بدست آورده می‌شوند:
1. معادله خطی الاستیسیته
2. معادله معادلات ناویه-استوکس برای سیال لزج
3. قانون دارسی برای عبور سیال از خلل و فرج